# Courcelles-lès-Montbard
Courcelles-lès-Montbard is een gemeente in het Franse departement Côte-d'Or (regio Bourgogne-Franche-Comté) en telt 88 inwoners (2009). De plaats maakt deel uit van het arrondissement Montbard.

## Geografie
De oppervlakte van Courcelles-lès-Montbard bedraagt 6,1 km², de bevolkingsdichtheid is dus 14,4 inwoners per km².
De onderstaande kaart toont de ligging van Courcelles-lès-Montbard met de belangrijkste infrastructuur en aangrenzende gemeenten.

## Demografie
Onderstaande figuur toont het verloop van het inwonertal (bron: INSEE-tellingen).